# Tabu (serial telewizyjny)
Tabu (ang. Taboo) – brytyjski dramatyczny serial telewizyjny wyprodukowany przez Scott Free London oraz Hardy Son & Baker dla BBC One i amerykańskiej telewizji kablowej FX. Twórcami produkcji są Tom Hardy, Edward „Chips” Hardy oraz Steven Knight. Serial był emitowany od 7 stycznia 2017 roku przez BBC One. W Polsce Tabu jest w ofercie HBO GO od 8 stycznia 2017 roku a emitowany był od 17 marca 2017 roku na HBO Polska. 6 marca 2017 roku, stacje BBC One i FX zamówiły 2 sezon.

## Fabuła
Akcja serialu toczy się w 1814 roku, gdy James Keziah Delaney powraca do Londynu z Afryki wraz z diamentami. Mężczyzna postanawia zemścić się na ludziach, którzy doprowadzili do śmierci jego ojca. W spadku po nim dostaje rodzinny biznes handlowy, którego nie zamierza sprzedać Kompanii Wschodnioindyjskiej. Prowadzenie firmy nie jest łatwe, ponieważ James ma wielu wrogów chcących ją przejąć.

## Obsada

### Główna
- Tom Hardy jako James Keziah Delaney
- Leo Bill jako Benjamin Wilton[4]
- Jessie Buckley jako Lorna Bow[4]
- Oona Chaplin jako Zilpha Geary[4]
- Richard Dixon jako Edmund Pettifer[4]
- Edward Fox jako Horace Delaney
- Mark Gatiss jako książę Regent
- Stephen Graham jako Atticus
- Jefferson Hall jako Thorne Geary[4]
- Marina Hands jako hrabina Musgrove
- David Hayman jako Brace[4]
- Edward Hogg jako Michael Godfrey[4]
- Tom Hollander jako dr George Cholmondeley
- Michael Kelly jako dr Edgar Dumbarton[4]
- Lucian Msamati jako George Chichester
- Franka Potente jako Helga von Hinten[5]
- Jonathan Pryce jako sir Stuart Strange[4]
- Jason Watkins jako Solomon Coop[4]
- Nicholas Woodeson jako Robert Thoyt[4]

### Pozostałe
- Ruby-May Martinwood jako Winter
- Scroobius Pip jako French Bill
- Christopher Fairbank jako Ibbotson[4]
- Roger Ashton-Griffiths jako Abraham Appleby
- Danny Ligairi jako Martinez
- Lucian Msamati jako George Chichester

## Odcinki
| Sezon | Sezon | Odcinki | Oryginalna emisja BBC One | Oryginalna emisja BBC One | Oryginalna emisja HBO Polska | Oryginalna emisja HBO Polska | Oryginalna emisja HBO Polska |
| Sezon | Sezon | Odcinki | Premiera sezonu           | Finał sezonu              | Premiera sezonu              | Finał sezonu                 |                              |
| ----- | ----- | ------- | ------------------------- | ------------------------- | ---------------------------- | ---------------------------- | ---------------------------- |
|       | 1     | 8       | 7 stycznia 2017           |                           | nieemitowany                 | nieemitowany                 |                              |

### Sezon 1 (2017)
| # | Tytuł     | Reżyseria         | Scenariusz                  | Premiera BBC One | Premiera HBO Polska                     |
| - | --------- | ----------------- | --------------------------- | ---------------- | --------------------------------------- |
| 1 | Episode 1 | Kristoffer Nyholm | Steven Knight               | 7 stycznia 2017  | 17 marca 2017 (HBO GO 8 stycznia 2017)  |
| 2 | Episode 2 | Kristoffer Nyholm | Steven Knight               | 14 stycznia 2017 | 24 marca 2017 (HBO GO 15 stycznia 2017) |
| 3 | Episode 3 | Kristoffer Nyholm | Steven Knight               | 21 stycznia 2017 | 31 marca 2017 (HBO GO 22 stycznia 2017) |
| 4 | Episode 4 | Kristoffer Nyholm | Steven Knight, Emily Ballou | 28 stycznia 2017 | 2017 (HBO GO 29 stycznia 2017)          |
| 5 | Episode 5 | Anders Engström   | Steven Knight, Ben Hervey   | 4 lutego 2017    | 2017 (HBO GO 5 lutego 2017)             |
| 6 | Episode 6 | Anders Engström   | Chips Hardy, Steven Knight  | 11 lutego 2017   | 2017 (HBO GO 12 lutego 2017)            |
| 7 | Episode 7 | Anders Engström   | Steven Knight               | 18 lutego 2017   | 2017 (HBO GO 19 lutego 2017)            |
| 8 | Episode 8 | Anders Engström   | Steven Knight               | 25 lutego 2017   | 2017 (HBO GO 26 lutego 2017)            |

## Produkcja
23 listopada 2015 roku BBC One i FX ogłosiły oficjalnie zamówienie miniserialu Tabu.
W tym samym dniu ogłoszono obsadę, do której dołączyli: Leo Bill, Jessie Buckley, Oona Chaplin, Jefferson Hall, David Hayman, Ed Hogg, Michael Kelly, Jonathan Pryce, Jason Watkins, Nicholas Woodeson, Christopher Fairbank, Richard Dixon.
W marcu 2016 roku do dramatu dołączyła Franka Potente.